# 9164 Colbert
9164 Colbert è un asteroide della fascia principale. Scoperto nel 1987, presenta un'orbita caratterizzata da un semiasse maggiore pari a 3,1756076 UA e da un'eccentricità di 0,1588090, inclinata di 3,69447° rispetto all'eclittica.